# من و به من
من و به من (به انگلیسی: I and the me) اصطلاحات اصلی فلسفه اجتماعی جورج هربرت مید (۲۷ فوریه ۱۸۶۳–۲۶ آوریل ۱۹۳۱) فیلسوف، جامعه‌شناس و روان‌شناس آمریکایی، از بنیان‌گذاران روان‌شناسی اجتماعی و یکی از چهره‌های برجستهٔ مکتب جامعه‌شناسی شیکاگو است؛ یکی از تأثیرات کلیدی در توسعه شاخه جامعه شناسی به نام کنش متقابل نمادین است. این اصطلاحات به روان‌شناسی فرد اشاره دارد، جایی که در درک مید، من جنبه اجتماعی فرد است و به من جنبه فعال فرد است.
می‌توان «من» و «به من» مید را به‌ترتیب با «انتخاب» و «موقعیت ژان-پل سارتر مقایسه کرد ولی خود مید «به من» را با «سانسور» زیگموند فروید و «من» را با «خود او تطبیق داد و این از نظر روانی مناسب است.

## ویژگی ها
«به من» چیزی است که در تعامل با دیگران و (به طور کلی) با محیط آموخته می شود: نگرش های دیگران، زمانی که در خود درونی شوند، «به من» را تشکیل می دهند. این هم شامل دانش در مورد آن محیط (از جمله جامعه) می شود ولی "همچنین" در مورد اینکه شخص چه کسی است: "احساس خود" او. "آنچه که فرد برای خودش است چیزی نیست که او اختراع کرده باشد. این چیزی است که دیگران مهم او آمده اند تا با او به عنوان موجود رفتار کنند." این به این دلیل است که افراد با مشاهده پاسخ دیگران به خود یا اعمالشان یاد می گیرند که ببینند چه کسی هستند (مرد یا زن، پیر یا جوان و غیره). اگر دیگران به شخصی به عنوان (مثلا) یک زن پاسخ دهند، آن شخص در واقع احساسی نسبت به خود به عنوان یک زن ایجاد می کند.
در همان زمان، «به من» با بازدارندگی «من» از زیر پا گذاشتن قانون جامعه، آن را منضبط می کند. بنابراین بسیار نزدیک به راهی است که در یک مرد فروید «خودسانسور، وجدان...» ناشی از تأثیر انتقادی والدینش (که از طریق صدا به او منتقل شد) است، که با گذشت زمان به آنها اضافه شد. در مورد، کسانی که او را تربیت کردند و آموختند و میزبان بی‌شمار و غیرقابل تعریف همه افراد دیگر در محیط او - همنوعان او - و افکار عمومی. این نگرش دیگری در ارگانیسم خود است، به عنوان کنترل کاری که او قرار است انجام دهد.
در مقابل، «من» پاسخ فرد به نگرش جامعه است. "من" خلاقانه عمل می کند، هر چند در چارچوب "به من". مید خاطرنشان می کند "تنها پس از انجام عمل است که می دانیم چه کرده ایم... چه گفته ایم." او استدلال می کند مردم خودکار نیستند. مید بیان می‌کنده «من» به خود واکنش نشان می‌دهد که در اثر گرفتن نگرش دیگران به وجود می‌آید. آنها کورکورانه از قوانین پیروی نمی کنند. آنها پاسخی را بر اساس آنچه آموخته اند، یعنی «به من» می سازند. مید بر این اساس آن ارزش‌هایی را برجسته کرد که به‌ویژه به «من» به جای «به من»، «...که قابل محاسبه نیستند و شامل بازسازی جامعه می‌شوند، و بنابراین «به من» متعلق به آن جامعه." در کنار هم، «من» و «به من» شخص یا خود را در فلسفه اجتماعی مید تشکیل می‌دهند. به گفته مید، بدون «من» و «به من» امکان شخصیت وجود نخواهد داشت.

## آمیختگی
مید آنچه را «آمیختگی «من» و «به من» در نگرش‌های دین، میهن‌پرستی و کار گروهی می‌نامید، بررسی کرد و به آن چیزی اشاره کرد که «حس عجیب تعالی» که متعلق به آن‌ها است. او همچنین در نظر داشت که «ایده آمیختگی «من» و «به من» توضیح بسیار مناسبی از این تعالی... در تجربه زیبایی‌شناختی می‌دهد». ولی در زندگی روزمره، «آمیختگی کامل «من» و «به من» ممکن است چیز خوبی نباشد... این نوعی تعادل پویا بین «من» و «به من» است که لازم است.

## متعارف
وقتی غلبه «به من» در شخصیت وجود دارد، «ما از یک فرد به عنوان فردی متعارف صحبت می کنیم؛ عقاید او دقیقاً مشابه افکار همسایگانش است. وی تحت این شرایط به سختی بیشتر از یک "به من" است.-"... نوع شخصیتی کم عمق، شکننده، سازگار..." که همه شخصیت است، با توجه بیش از حد به «آنچه مردم فکر می‌کنند». جایگزین - و از بسیاری جهات ایده آل مید - شخصی بود که شخصیت مشخصی دارد و به نگرش سازمان یافته به گونه ای پاسخ می دهد که تفاوت قابل توجهی ایجاد می کند. با چنین شخصی، "به من" مهمترین مرحله تجربه است.

## انفکاک
مید تشخیص داد طبیعی است که یک فرد «انواع خودهایی داشته باشد که به انواع واکنش‌های اجتماعی مختلف پاسخ می‌دهند» ولی همچنین این امکان وجود داشت که "گرایش به شکستن شخصیت" ظاهر شود: دو «من» و «به من» مجزا، دو خود متفاوت، نتیجه... پدیده انفکاک شخصیت.

## نمونه‌های ادبی
والت ویتمن "من" تکانشی، جنبه طبیعی و وجودی خود را از تحریم انتقادی جدا می کند. به تعبیر مید، خودِ فرهیخته، «به من» است که نیاز به میانجیگری دارد.